# 感動香港
感動香港為亞洲電視首創的節目，播出每年入圍感動香港十大人物評選的年度感動香港人物故事，並每年舉辦感動香港十大人物評選，評選出最感動的十位人物。

## 評選主題
| 屆數 | 年份   | 主題                                  | 感動大使                               |
| 1    | 2010年 | 感動香港、感動你 ‧ 亞視和你一起去尋找 | 鮑起靜、羅啟鋭、張婉婷                 |
| 2    | 2011年 | 尋找身邊的故事                        |                                        |
| 3    | 2012年 | 感動由你開始                          | 高永文、鄧紫棋、汪明欣                 |
| 4    | 2013年 | 感動從香港出發                        | Soler                                  |
| 5    | 2014年 | 感動年                                | 劉美娟、張崇基、張崇德、Robynn & Kendy |
| 6    | 2015年 | 敢想‧感動                             | 李蕙敏、PlayTime                       |

## 頒獎禮
感動香港十大人物評選為亞洲電視的頒獎禮。以表揚感動人心的人物。
| 屆數 | 年份   | 舉行日期 | 播放時間    | 頻道               |
| 1    | 2010年 | 8月2日   | 20:30-22:30 | 本港台、亞洲高清台 |
| 2    | 2011年 | 12月11日 | 19:30-22:00 | 本港台、亞洲台     |
| 3    | 2012年 | 12月2日  | 20:00-22:30 | 本港台、亞洲台     |
| 4    | 2013年 | 11月30日 | 19:35-22:05 | 本港台、亞洲台     |
| 5    | 2014年 | 11月30日 | 20:00-22:00 | 本港台、亞洲台     |
| 6    | 2015年 | 12月6日  | 20:00-22:00 | 本港台、亞洲台     |

## 2010感動香港
2010感動香港是亞洲電視第一年播出感動香港節目，播出2010年的三十位年度感動香港人物故事。

## 2011感動香港
2011感動香港是亞洲電視第二年播出感動香港節目，播出2011年的二十六位年度感動香港人物故事。

## 2012感動香港
2012感動香港是亞洲電視第三年播出感動香港節目，播出2012年的二十七位年度感動香港人物故事。

## 2013感動香港
2013感動香港是亞洲電視第四年播出感動香港節目，播出2013年的三十位年度感動香港人物故事。

## 2014感動香港
2014感動香港是亞洲電視第五年播出感動香港節目，播出2014年的二十五位年度感動香港人物故事。

## 2015感動香港
2015感動香港是亞洲電視第六年播出感動香港節目，播出2015年的二十二位年度感動香港人物故事。